# صحرا کریمی
صحرا کریمی (زاده ۳۱ ثَور ۱۳۶۴) کارگردان فیلم اهل افغانستان است. او تحصیلات ابتدایی خود را در ایران و دانشگاهی را در جمهوری اسلواکی گذرانده‌است. این هنرمند به‌عنوان بازیگر نقش اصلی، در چند فیلم فارسی نیز ایفای نقش کرده‌است. صحرا کریمی رئیس افغان‌فلم بود. که سخنان او گاهی موجی از واکنش‌ها را دربرداشت.

## زندگی‌نامه
صحرا (با نام قبلی صغرا) کریمی در ۳۱ اردیبهشت سال ۱۳۶۴ در تهران، ایران در خانواده‌ای افغان زاده شد. پدرش از پشتون‌های قندهار است که به ولسوالی سنگ تخت، دایکندی مهاجرت کرده و مادرش از تاجیک‌های بدخشان است. او تحصیلات دوران ابتدایی و متوسطه را در رشته ریاضی فیزیک در ایران سپری کرد. وی در زمینهٔ بازیگری نخستین نقش خود را در سن ۱۴ سالگی در فیلم دختران خورشید به کارگردانی مریم شهریار (برندهٔ جایزه در جشنواره‌های درجه سه فیلم مونترآل و براتیسلاوا در سال ۲۰۰۰ میلادی) بازی کرد. گفتنی است که ایشان در فیلم سینمایی خواب سفید نیز در نقش معصومه هنرنمایی کرده‌است. صحرا کریمی در سال دسمبر ۲۰۰۱ میلادی برای شرکت در جشنوارهٔ فیلم براتیسلاوا از ایران خارج شد و در اسلواکی درخواست پناهندگی کرد.
صحرا برای مدتی کوتاه دانشجوی رشتهٔ مهندسی عمران در دانشکدهٔ مهندسی دانشگاه شهید چمران اهواز بود. او دارای دو مدرک کارشناسی در رشتهٔ کارگردانی فیلم مستند و کارگردانی فیلم داستانی، مدرک کارشناسی ارشد در رشتهٔ کارگردانی فیلم داستانی و مدرک دکترای سینما در رشته کارگردانی فیلم داستانی با گرایش نشانه‌شناسی و زیبایی‌شناسی در سینما از دانشکده فیلم و تلویزیون، دانشگاه هنر اسلواکی است. تز دکترای او دربارهٔ موج نوی سینمای ایران بود.
او نخستین و تنها زن در افغانستان است که دارای مدرک دکترای سینما و فیلم‌سازی است.
او همچنین به صورت نامنظم یادداشت‌های گوناگون فلسفی و سیاسی در وبلاگ و تویترش می‌نویسد.
با سقوط کابل در ۲۴ مرداد ۱۴۰۰ به دست طالبان، صحرا کریمی به کی‌یف در اوکراین رفت و از آنجا به اسلواکی برگشت. او در دانشگاه ملی فیلم رم ایتالیا شروع به تدریس کرد و در حال حاضر در دانشگاه یل آمریکا مدرس است. او همچنین روی فیلم جدید سینمایی اش " پرواز از کابل" کار می کند که تولید مشترک چند کشور اروپایی است .

## درون‌مایهٔ فیلم‌ها
برخی منتقدان می‌گویند از آنجایی که صحرا کریمی تخصص سینمایی دارد رد پای این تخصص را در فیلم های او می‌توان دید. در فیلم نسیمه نیز همین خط دنبال شده‌است. اما پایان فیلم نسیمه، پایان امید و رهایی است. چنان‌که نسیمه پس از دریافت قبولی پناهندگی، در نورِ گرم آفتاب و با لباس‌ها و آرایش اروپایی، سادگی زیبای زنانه و وارد شدن به فضای جدید به کلی عوض می‌شود و گویا همچون پرنده‌ای از قفس آزاد می‌شود.
همچنین منتقدان بر این باورند که صحرا کریمی یک فیلمساز هستی گرا است. برخی دیگر از منتقدان نیز می‌گویند که او بیشتر متأثر از سینمایی شوروی است، و او را فیلمسازی در سینمای افغانستان می‌دانند که فیلم⁮‌های زنانه می⁮‌سازد.

## آثار
صحرا کریمی تاکنون بیش از سی فیلم کوتاه  و چندین فیلم مستند و یک فیلم بلند داستانی ساخته‌است.
- زنان پشت فرمان رانندگی
- نسیمه، خاطرات روزانهٔ دختری مهاجر
- در جست‌وجوی خیال
- حوا، مریم، عایشه

## جوایز
آثار صحرا کریمی در بیش از پنجاه جشنوارهٔ فیلم شرکت کرده‌اند و جوایزی بسیاری به فیلم های وی اعطا شده است.
فیلم زنان افغان پشت فرمان رانندگی تقریباً در ۳۰ جشنوارهٔ بین‌المللی فیلم در سراسر جهان شرکت کرده‌است که نزدیک به ۲۲ جایزه از جمله بهترین فیلم مستند سال ۲۰۱۰ اسلواکی را نصیب خود کرد. همچنین از شبکه‌های آرته و تلویزیون ملی نیز پخش شد و همچنین در حاشیهٔ «کنفرانس بن دو» در آلمان نیز به نمایش درآمد.
فیلم نیمه‌بلند داستانی نسیمه، خاطرات روزانهٔ دختری مهاجر در سال ۲۰۱۰ جایزهٔ گراند پریکس کوداک را از آن خود کرد همچنین جایزهٔ بهترین کارگردانی و بهترین فیلم را در جشنوارهٔ فیلم‌های دانشجویی اسلواکی از آن خود کرد و به عنوان نامزد اسکار دانشجویی از جمهوری اسلواکی به افغان فلم سال ۲۰۱۰ معرفی شد.
این فیلم همچنین برنده جایزهٔ بهترین فیلم کوتاه داستانی آکادمی فیلم و تلویزیون ملی شد. ارزش این جایزه برای هنرمندان اسلواکی، با و دیوید در ایتالیا برابری می‌کند. این جایزه از مهم‌ترین جوایز سینمایی کشور اسلواکی است که به اسکار اسلواکی مشهور است.
در جست‌وجوی خیال نام یکی دیگر از فیلم‌های دانشجویی صحرا است که جایزه جشنوارهٔ بیل بائو را در اسپانیا برد و به وسیلهٔ شبکهٔ تلویزیونی بی بی سی خریداری شد.
فیلم " حوا، مریم، عایشه" در جشنواره ونیز سال 2019 اکران جهانی داشت و در بخش رقابتی اصلی از سینمای افغانستان نمایندگی می کرد. همچنین تاکنون در بیش از 60 جشنواره سینمایی جهان شرکت کرده است. 